# Tåsjöberget
Der Tåsjöberget ist ein 635 m ö.h. hoher Berg in Nordschweden. Er liegt in der schwedischen Provinz Jämtlands län, direkt am Nordufer des Tåsjön, und gehört zur Gemeinde Strömsund. Auf seinem Gipfel steht ein Restaurant. Erschlossen ist der Berg durch eine Straße. Der Tåsjöberget gilt zudem als höchster Berg der historischen Provinz Ångermanland.